# جين جونز (لاعب غولف)
جين جونز (بالإنجليزية: Gene Jones)‏ هو لاعب غولف أمريكي، ولد في 22 سبتمبر 1957 في هاي بوينت في الولايات المتحدة.

## وصلات خارجية
- جين جونز على موقع رابطة لاعبي الغولف المحترفين (الإنجليزية)